# Villeneuve (Aostatal)
Villeneuve ist eine italienische Gemeinde in der autonomen Region Aostatal. Die Gemeinde zählt 1276 Einwohner (Stand 31. Dezember 2023), liegt auf der orographisch rechten Seite der Dora Baltea und verfügt über eine Größe von 8 km².
Die Gemeinde gehört der Unité des Communes valdôtaines Grand-Paradis an und ist dessen Hauptort. Die Nachbargemeinden heißen Arvier, Aymavilles, Introd, Saint-Nicolas, Saint-Pierre und Valsavarenche.
Die alte Kirche Mariä Aufnahme in den Himmel wurde bereits 1184 in päpstlichen Urkunden erwähnt. Der Tour Colin, ein Wohnturm, stammt aus dem 13. Jahrhundert.

## Weblinks

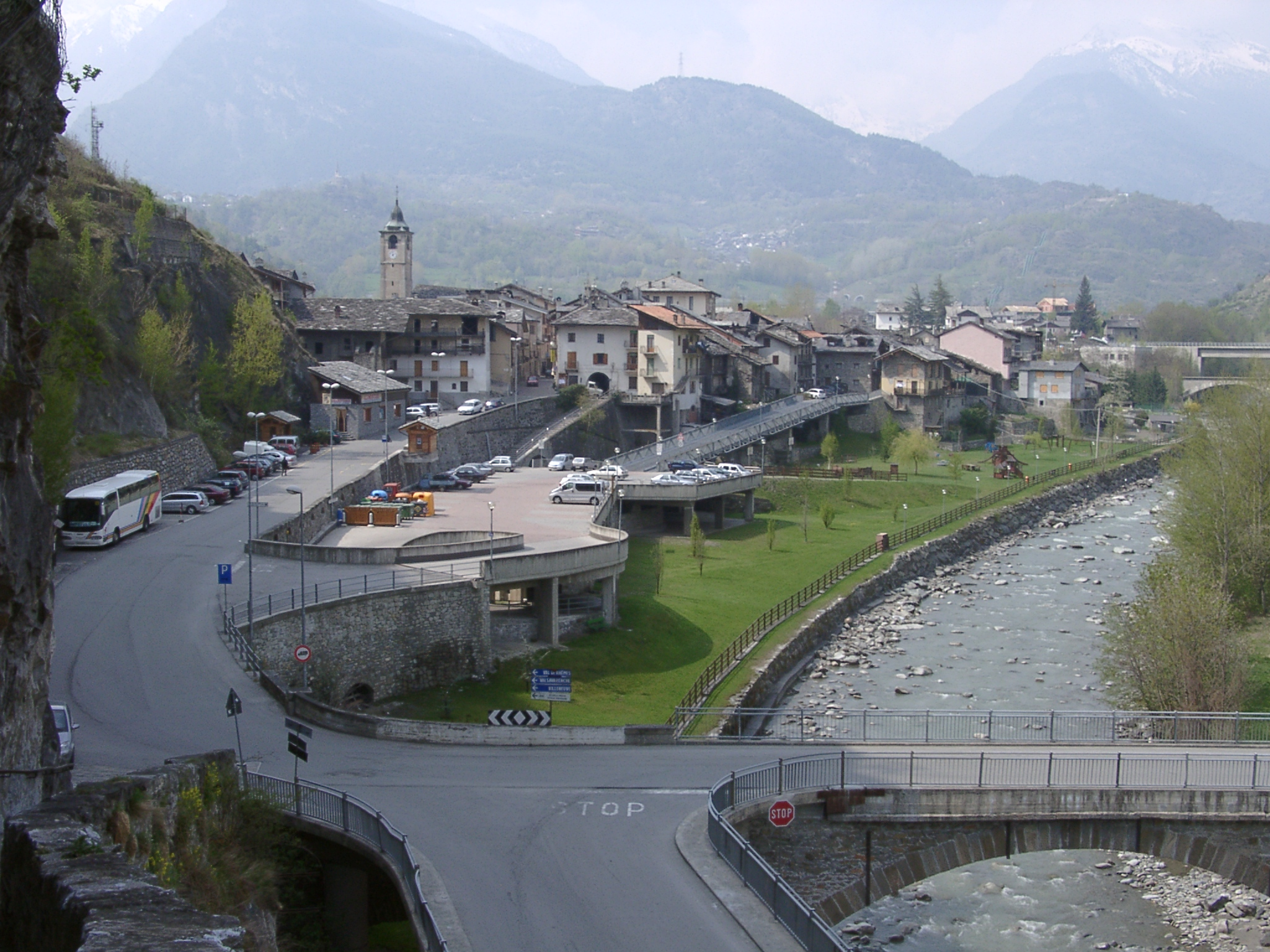
Villeneuve im Aostatal